# Crivina de Sus

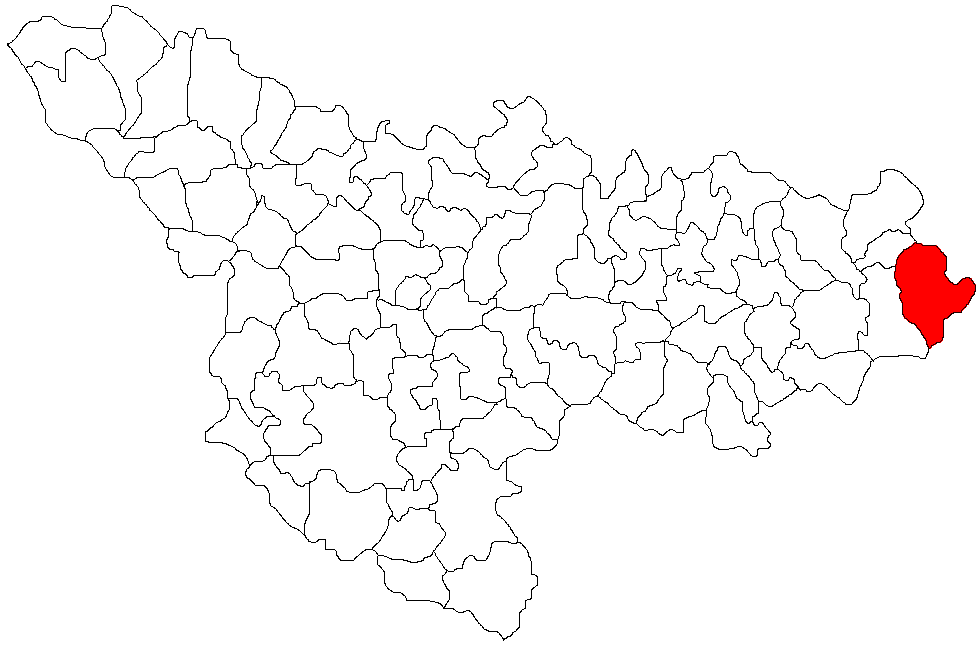
Lage der Gemeinde Pietroasa im Kreis Timiș

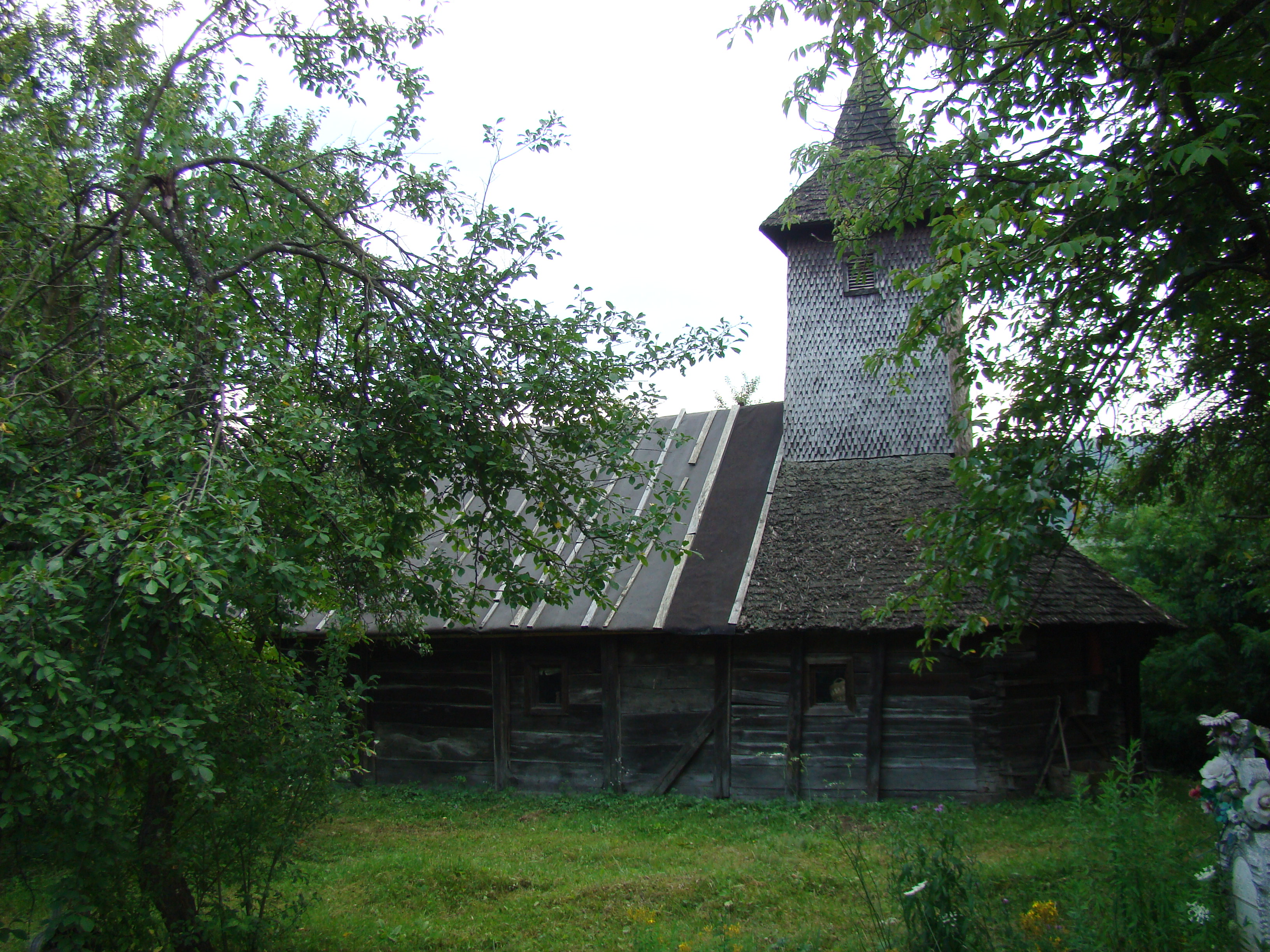
Die Holzkirche von Crivina de Sus

Crivina de Sus (bis 1924 Crivina; deutsch Kriwina, ungarisch Felsőgörbed) ist ein Dorf im Kreis Timiș, Banat, Rumänien. Crivina de Sus gehört zur Gemeinde Pietroasa.

## Geografische Lage
Crivina de Sus liegt im äußersten Osten des Kreises Timiș, an der Grenze zum Kreis Hunedoara, in 4 Kilometer Entfernung von Pietroasa und 25 Kilometer von Făget entfernt.

## Nachbarorte
| Baștea    | Ohaba                                       | Lăpugiu de Jos |
| Pietroasa | Kompassrose, die auf Nachbargemeinden zeigt | Lăpugiu de Sus |
| Fărășești | Poieni                                      | Bătrâna        |

## Geschichte
Die Ortschaft Krywyna wurde 1514 erstmals urkundlich erwähnt, als die Siedlung zur Burg Schoimosch gehörte, die sich im Besitz von Georg von Brandenburg befand, der durch die Heirat der Witwe von Johann Corvinus, dem unehelichen und einzigen Sohn des Königs Matthias Corvinus, in deren Besitz gekommen war.
Aus dem Jahr 1676 datiert die Holzkirche aus Crivina de Sus. Es ist die älteste Holzkirche des Banats und steht unter Denkmalschutz. Die Kirche befindet sich auf einem Hügel, mitten auf einem orthodoxen Friedhof und ist der Heiligen Paraschiva geweiht.
Auf der Josephinischen Landaufnahme von 1717 ist der Ort mit 10 Häuser eingetragen. Nach dem Frieden von Passarowitz (1718) wurde das Banat eine Habsburger Krondomäne. Nach dem Österreichisch-Ungarischen Ausgleich (1867) wurde es dem Königreich Ungarn innerhalb der Doppelmonarchie Österreich-Ungarn angegliedert. Die amtliche Ortsbezeichnung war Felsőgörbed. Der Vertrag von Trianon am 4. Juni 1920 hatte die Dreiteilung des Banats zur Folge, wodurch Crivina de Sus an das Königreich Rumänien fiel.
Crivina de Sus war stets von Rumänen bewohnt.

## Bevölkerungsentwicklung
| 1880 | 328 | 327 | 1 | - | - |
| 1910 | 336 | 329 | - | - | 7 |
| 1930 | 309 | 306 | 3 | - | - |
| 1977 | 223 | 223 | - | - | - |
| 2002 | 230 | 229 | - | - | 1 |